# 頂果欽哲
頂果欽哲仁波切（藏語：དིལ་མགོ་མཁྱེན་བརྩེ་，威利转写：dil mgo mkhyen brtse，藏语拼音：Dilgo Khyentse，1910年4月12日—1991年9月28日），俗名為紮西·帕久，生於西藏康區丹柯河谷的頂果家族，為藏傳佛教寧瑪派祖古、伏藏師，寧瑪六大主寺之雪謙寺住持。是第十四世達賴喇嘛的上師之一，也是現代利美運動的主要領導者，不丹王室對他極為尊崇。他在中國人民解放軍攻佔西藏後對維護藏傳佛教具有重要地位。

## 生平
頂果欽哲被視為文殊師利菩薩的化身－蔣揚欽哲旺波(1820－1892)的意轉世化身，主要上師為宗薩欽哲確吉羅卓(Dzongsar Khyentse Jamyang Chökyi Lodro,1896–1959)與六世雪謙冉江仁波切 (6th Shechen Rabjam Rinpoche，1910－1959)。Matthieu Ricard為頂果欽哲仁波切著有傳記《頂果欽哲法王傳:西藏精神》，譯者為台灣舞台劇導演賴聲川。

## 家庭
頂果欽哲少年時出家，後依循寧瑪派傳統以及預言，還俗娶妻。其妻為桑雲·拉謨（Sangyum Lhamo）。女兒企美•旺嫫（藏語：འཆི་མེད་དབང་མོ་，威利转写：'chi med dbang mo，THL：Chimé Wangmo），所生外孫為第七世雪謙冉江仁波切。

## 弟子
主要的弟子有
- 敏卓林傳承的楚西仁波切 (Trulshig Rinpoche, 1924－2011)；
- 丘揚創巴仁波切 (Chögyam Trungpa Rinpoche，1940－1987)；
- 三世宗薩蔣揚欽哲卻吉嘉措（1961－）；
- 二世貝魯欽哲仁波切(The Second Palpung Khyentse Rinpoche, 1964-1998)；
- 七世雪謙冉江仁波切 (Shechen Rabjam Rinpoche，1966－)。

## 轉世

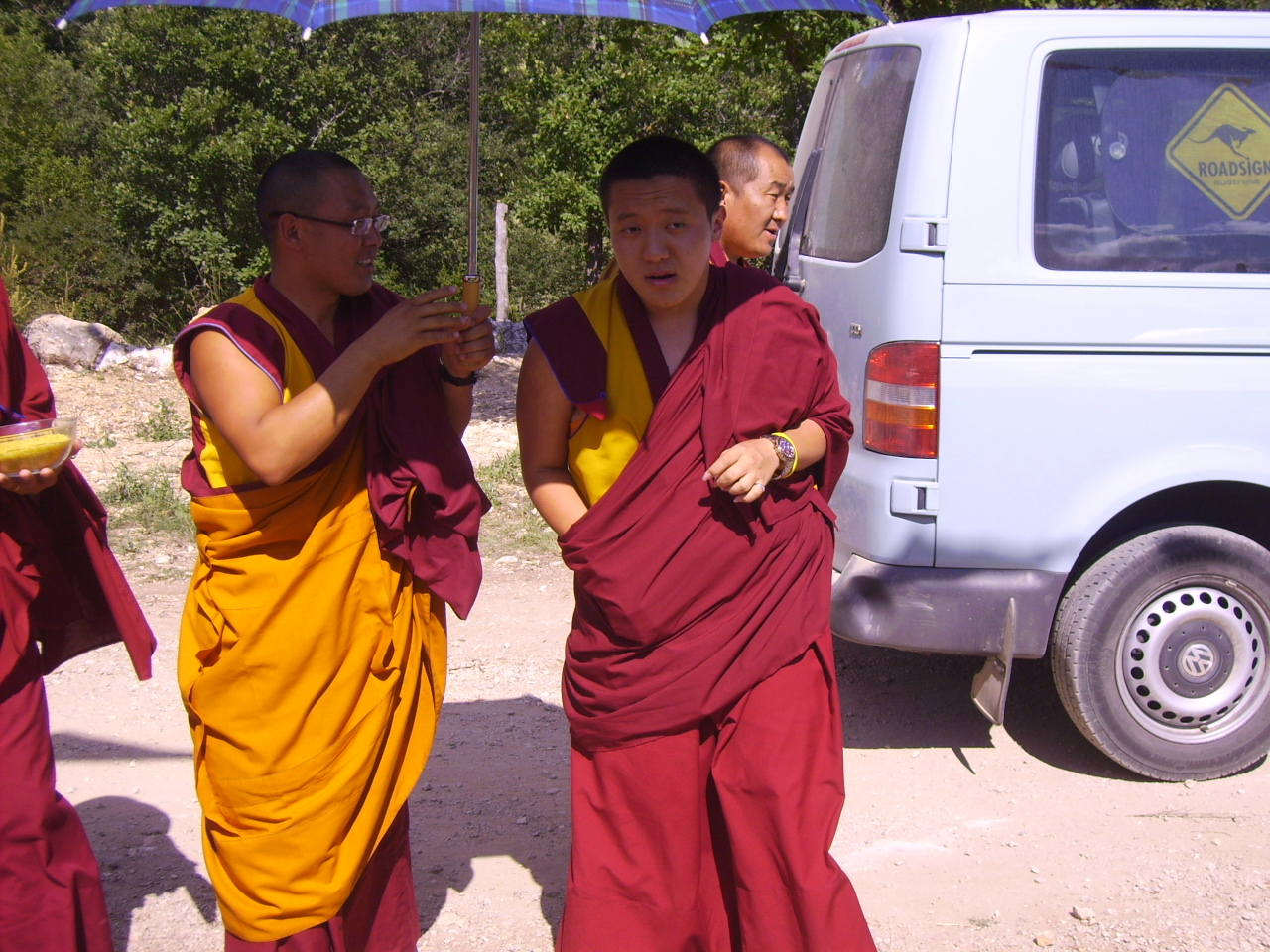
頂果欽哲楊希仁波切

頂果欽哲揚希仁波切（Dilgo Khyentse Yangsi Rinpoche），又名鄔金•天津•吉美•倫珠（藏語：ཨོ་རྒྱན་བསྟན་འཛིན་འཇིགས་མེད་ལྷུང་གྲུབ་，威利转写：o rgyan bstan 'dzin 'jigs med lhun grub，THL：Orgyen Tenzin Jigme Lhundrup）是他的轉世者，於1993年6月30日出生於尼泊爾，由楚席•阿旺•確吉•洛卓（藏語：འཁྲུལ་ཞིག་ངག་དབང་ཆོས་ཀྱི་བློ་གྲོས་，THL：Trulshik Ngawang Chökyi Lodrö）仁波切認證，並得到十四世達賴喇嘛的確認。楚席仁波切與冉江仁波切擔任他的上師。頂果欽哲揚希仁波切居住在不丹，在那裡完成了九年的佛教哲學課程，並掌握了英語。在藏曆新年期間，前往尼泊爾的雪謙寺。於2010年夏天初次到訪歐洲。

## 书目
顶果钦哲仁波切书目（部分）：《修行百颂-在俗世修行的101个忠告》、《你可以更慈悲》、《证悟者的心要宝藏》、《觉醒的勇气》、《如意宝——上师相应法》、《明示甚深道自生莲花心髓前行释论》。

## 外部連結
- 頂果欽哲仁波切生平 （页面存档备份，存于）
- 大成就者 頂果欽哲簡介
- 雪謙寺首頁 （页面存档备份，存于）
- The Spirit of Tibet: Journey to Enlightenment, Life and World of Dilgo Khyentse Rinpoche （页面存档备份，存于） Documentary directed by Matthieu Ricard and narrated by Richard Gere
- The Spirit of Tibet: Journey to Enlightenment (Short Extract) （页面存档备份，存于） Developing boundless compassion

1. ↑  Palmo, Ani Jinba. Brilliant Moon. Shambhala Publications 2008, page 199.
2. ↑  . 博客來.   [2021-01-05]. （原始内容存档于2018-07-23）.